# Cristóbal de Salamanca
Cristóbal de Salamanca (Àvila,? – Tortosa, 1592) va ser un escultor, l'obra coneguda del qual es va produir tota a terres de Catalunya.

## Obres

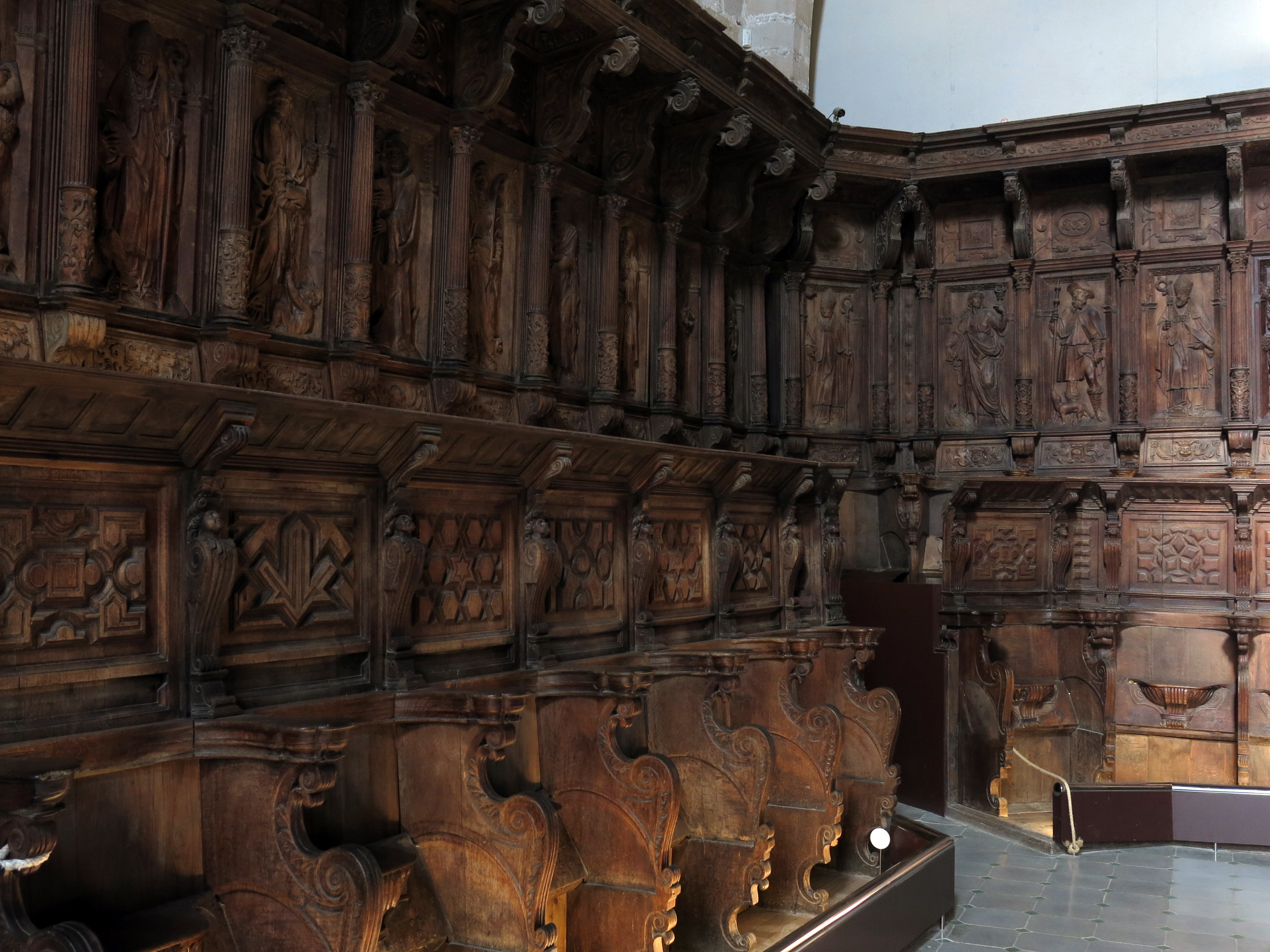
Vista parcial del cadirat de la catedral de Tortosa (exposició catedralícia permanent).

Amb data 8 de maig de 1578, va signar el contracte amb l'abat del monestir de Montserrat, per llaurar el cadiratge del cor, va presentar com a mostra el treball de dues cadires, i davant el vistiplau dels comitents, es va fixar el preu de cada una en noranta-cinc ducats, estipulant-se que era a càrrec del monestir el cost de la fusta, que era de roure i portada de Sant Joan de les Abadesses. Per elaborar-la va muntar un taller al poble de Monistrol, pròxim al monestir, durant cinc anys amb vuit o nou ajudants. Constava el cor de 91 cadires en dos ordres; es va llaurar el cos baix, de 36 setials, la vida i passió de Crist i les 55 restants pertanyents al cos alt, estaven representades figures dels apòstols i de sants en relleus de figura sencera. Per a l'antiga capella de Santa Gertrudis de Montserrat va realitzar una gran talla de Crist crucificat.
Una vegada acabat el treball de Montserrat el 1588, es va traslladar a Tortosa, on havia signat un contracte el 25 de setembre de 1587, amb el bisbe Joan de Cardona el qual li va encarregar el cadiratge per a la catedral de Tortosa, realitzada en fusta de roure procedent de Navarra. L'estructura del cor es va construir en dos ordres, on l'escultor va representar les imatges dels evangelistes, profetes i sants i per la qual cosa va rebre la quantitat de 5.500 lliures. Estant propera la seva conclusió li va sobrevenir la mort i el treball de muntatge el va fer el fuster Gabriel Doménech. Aquest cor es troba exposat a l'antic dormitori monacal de la catedral.